# Вільям Фруд
Ві́льям Фруд (англ. William Froude; 28 листопада 1810, Дартінгтон, Девон, Англія — 4 травня 1879 Саймонстаун, Південна Африка) — британський інженер, гідромеханік та військово-морський архітектор. Він першим сформулював закони подібності для визначення опору, який чинить вода при русі корабля та для прогнозування його стійкості. Найбільшим його досягненням була методика перерахунку результатів модельних випробувань на повномасштабні кораблі.

## Біографія

### Сімейні стосунки
Вільям Фруд народився у 1810 році в Дартінтоні (графство Девон) в інтелігентній сім'ї. Його батько Роберт Фруд (1771—1859) обіймав посаду архідиякона Тотнеса; старший брат Річард Фруд (1803—1836) був англіканським священиком і одним із засновників Оксфордського руху; молодший брат Джеймс Ентоні Фруд (1818—1894) — відомий історик.
Вільям одружився у 1839 році з Катериною Генрієттою Елізабет Холдсворд, дочкою губернатора Дортсмута, комерційного магната і члена Парламенту. У Вільяма Фруда було п'ятеро дітей. Його молодший син Роберт Едмонд Фруд (1846—1924) згодом став його основним помічником і послідовником.

### Освіта
Вільям Фруд отримав базову освіту спочатку у підготовчій школі в Бакфасті, а потім у Вестмінстерській школі в Лондоні та в коледжі Оріел Оксфордського університету. Вищу освіту він отримав в Оксфордському університеті, де поглиблено вивчав математику. Оксфордський Університет він закінчив у 1832 році та отримав ступінь інженера.

### Робота

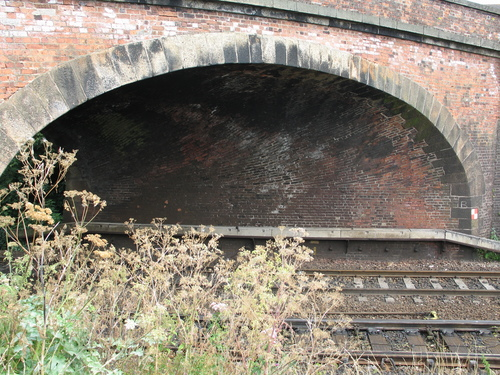
Скошена арка мостового переходу в Коулі, збудована за проектом Фруда

Уильям Фруд почав свою роботу землеміром на Південно-Східній Залізниці, будівництво якої було завершене 1837 року. Він був відповідальним за споруди на дільниці від Бристоля до Ексетера. Саме тут він розвинув і запровадив свій емпіричний метод прокладання криволінійних ділянок траси і увів альтернативну конструкцію нахилу кам'яної кладки скошених арок мостів, що розташовані у районі Ексетера.
Між 1836 і 1838 роками він обіймав посаду цивільного інженера-будівельника, а за тим увійшов у штат головного інженера Великої західної залізниці (англ. Great Western Railway) Ісамбарда Кіндома Брунеля для роботи над різними інженерними проектами для Південної Англії.

### Перехід до морської проблематики
Хоча проекти Брунеля не завжди мали успіх, однак вони часто містили новаторські рішення інженерних задач. Саме Брунель звернув увагу Фруда на проблему забезпечення стійкості кораблів на курсі, і в 1838 році за його рекомендацією судна були оснащені щелеповими кілями.
Море і кораблі завжди приваблювали Фруда і тому він невдовзі почав проводити експерименти з визначення опору на малих моделях суден на річці Дарт. З 1859 року він проводив експерименти с моделями кораблів спочатку у приватних умовах в Пейнтоні, куди він переїхав після смерті батька, а потім в дослідному басейні в Торквеї. В 1861 році Фруд надіслав в Інститут Військово-Морських архітекторів наукову працю «On the rolling of Ships», яка у подальшому зробила великий вплив на проектування кораблів.
Починаючи з 1867 року, Фруд буксирував моделі попарно так, щоб один корпус був розташований навпроти іншого. Фруд вважав, що опір тертя і хвильовий опір описуються різними законами, тому він почав буксирувати повністю занурені дошки з різною шорсткістю поверхні. Це дало йому можливість встановити формулу, яка прогнозує опір тертя корпусу з достатньою точністю, і сформулював закон, відомий як критерій (закон) подібності Фруда. Цей закон стверджує, що явища хвилеутворення будуть подібними у натурного об'єкту і моделі якщо швидкість моделі буде меншою у корінь квадратний з відношення їх розмірів. З цими двома аналітичними результатами Фруд знайшов надійний спосіб оцінки потужності, необхідної для того, щоб корпус рухався із заданою швидкістю.
Фруд опублікував результати дослідів по циркуляції кораблів у другому томі праць Інституту Військово-морських Архітекторів і завдяки цьому познайомився з Едвардом Рідом, автором діаграми остійності, відомої як діаграма Ріда. Фруд також проводив експерименти на моделях і теоретичні обґрунтування з проблеми остійності суден.
Після служби у 1868 в комітеті по вивченню військово-морських проектів Фруд запропонував Британському адміралтейству низку експериментів з використанням моделей для встановлення фізичних законів, що визначають умови руху повнорозмірних суден. Невдовзі Фруд загорівся ідеєю збудувати власний випробовувальний басейн, де б він міг працювати без сторонніх спостерігачів. Його пропозиції за сприяння Едварда Ріда, головного кораблебудівника того часу, було прийнято у 1870, і в місцевості поблизу Торквея розпочато будівництво дослідницького басейну, на який Адміралтейство виділило субсидію у 2000 фунтів стерлінгів, щоб покрити вартість споруди, витрати щоденної експлуатації басейну і дати невелику платню своєму синові та головному помічникові Роберту Едмонду Фруду. Сам Вільям Фруд від платні відмовився.
Прискоренню робіт зі спорудження басейну сприяла загибель 6 вересня 1871 року у Біскайській затоці із втратою майже всього екіпажу чисельністю близько 500 осіб броненосця HMS Captain, проект якого відрізнявся безліччю недоліків, які привели до перекидання. Ця велика трагедія затвердила Фруда в його вирішенні виконати роботи з визначення постійних помилок у проектах і конструкціях кораблів.
Завдяки тому, що Вільям Фруд збудував перший у світі дослідницький басейн для проведення модельних випробувань. Басейн Фруда мав довжину 85 м, ширину 14 м, глибину 3 м. 1871—1872 роки стали поворотними у світовій історії суднобудування. Це було важливим, тому що саме в той час паровий двигун почав заміняти вітрила, як головний рушій, і стало важливим попереднє визначення потужності, необхідної для забезпечення руху судна із заданою швидкістю.
З незапам'ятних часів розроблення корпусів англійських кораблів в значній мірі ґрунтувалось на емпіричних правилах, отриманих в результаті накопиченого досвіду майстрами кораблебудування і судноремонту. Ще раніше в епоху Просвітництва аматори — експериментатори робили спроби знайти наукові обґрунтування цих правил, подібно до В. Фруда. Такими були, наприклад, Джон Франклін, Шарль Боссю, і Марк Б'юфой, який заснував Товариство удосконалення військово-морської архітектури ще у 1791 році.

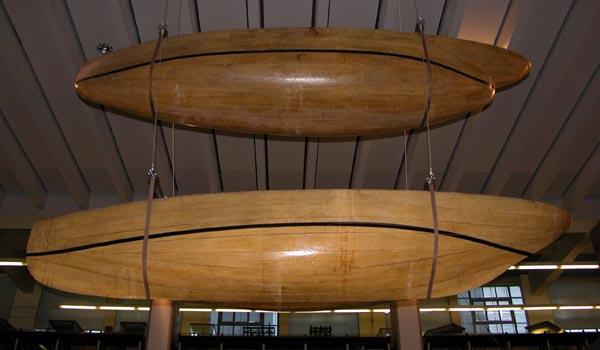
Корпуси суден «Swan» (вгорі) і «Raven» (внизу) на виставці в Музеї науки в Лондоні

Перші експерименти були проведені Фрудом на масштабних моделях канонерок «Swan» 3,6 футів (1,1 м) довжиною і «Raven» 12 футів (3,66 м) довжиною з рушіями у вигляді гребних гвинтів. Він використовував їх при буксирувальних випробуваннях для визначення сили опору та розроблення методики перерахунку. Для цих експериментів Фруд сконструював новий, точніший прилад для запису результатів вимірювань у процесі випробувань. Модель «Raven» мала загострені носову і кормову частини в районі ватерлінії, виконані за рекомендаціями Джона Скотта Расселла. Модель «Swan» мала заокруглені обриси у припущенні, що це приведе до зменшення опору. Саме у результаті цих дослідів Фруд виявив, що головними складовими опору рухові є тертя корпусу та утворення хвиль при русі.
У результаті своїх досліджень Фруд отримав практичний метод проектування кораблів, що дозволив усувати дефекти, які могли б привести до тяжких і марних втрат життів на морі. Сформульований Фрудом закон подібності для тіл, що плавають в рідині дозволив військово-морським інженерам передбачати з випробувань малих моделей величину опору рухові кораблів і потужність, необхідну для їхнього руху із заданою швидкістю. Результати роботи Фруда, а пізніше його сина Роберта, були величезними і охопили багато проблем в області проектування корабля, включаючи вибір та проектування двигунів, рушіїв та стернових пристроїв, поведінку в умовах хитавиці та такі морехідні властивості, як ходовість та остійність. Шість років поспіль Фруд був експертом з нового розділу гідродинаміки, працював у багатьох національних комітетах і спілкувався з колегами в усьому світі. Така робота підірвала його здоров'я, і він вирушив офіційним гостем від Королівського Військово-Морського Флоту у Південну Африку, щоб заодно поправити своє здоров'я. Проте дорогою він захворів на дизентерію і помер 4 травня 1879 в Саймонстауні поблизу Кейптауна, де і був похований з усіма морськими почестями.
Після смерті Вільяма Фруда вже 27 травня 1879 року Перший лорд Адміралтейства написав Роберту Фруду на смерть батька наступного листа:
 «Мої Лорди бажають висловити Вам і всім членам Вашої родини дуже щире співчуття під час непоправної втрати, яку Ви понесли — втрати, яка не може розглядатися інакше, ніж національна. Вони відчувають, що пан Фруд відслужив велику службу Флоту і країні, віддавши свої видатні здібності, знання і спостережливість для удосконалення проектів кораблів, і не можна залишити його заслуги без такої нагороди, як подяка, написана на стіні Адміралтейства».

## Науковий спадок
У період з 1861 до 1875 років розробляє лінійну гідродинамічну теорію бортової хитавиці судна на регулярному хвилюванні (для ідеальної рідини), яка вперше була опублікована у 1865 р. і базувалась на гіпотезі про малість розмірів судна в порівнянні з розмірами хвиль. Таким чином, на зміну спрощеній теорії бортової хитавиці Д.Бернуллі приходить досконаліша теорія, яка згодом буде вченими неодноразово вдосконалюватися, поки не набуде сучасного вигляду як основний інструмент кораблебудівників в дослідженні хитавиці суден.
Для проведення модельних випробувань Фруду необхідно було, крім чаші басейну і моделей, створити відповідне обладнання. Апаратура, вперше сконструйована Вільямом Фрудом і його сином Робертом більше століття тому, не зазнала суттєвих змін. Пересувна каретка монтується і переміщається по напрямних, що розташовані по боках басейну, які ретельно вирівнюються з врахуванням кривини поверхні Землі. Ця каретка обладнана динамометром, під яким встановлена масштабна модель. Метою цього винаходу Фруда було забезпечення, запису значення швидкості та опору моделі корабля в нерухомій воді у тих самих умовах, як і при його русі на хвилях, що можуть бути штучно викликатися генератором хвиль. Моделі протягом десятиліть виготовлялися з парафіну, хоча в даний час все частіше використовується скловолокно. Кожна модель Фруда мала приблизно 20 футів (6,1 м) у довжину, 2 фути (0,61 м) у ширину і приблизно в дюйм завтовшки. Такі розміри моделей практично збереглися до наших днів, як оптимальні.
Ще одним важливим доробком Фруда крім модельного дослідницького басейну було винайдення у 1877 році водяного гальма. Водяне гальмо входило у конструкцію гідравлічного динамометра, який використовувався для визначення потужності двигунів. Водяне гальмо складалось з ротора, розташованого всередині заповненої водою ємкості, який сполучався з валом двигуна. При обертанні ротора вода чинить опір і за результатами вимірювання крутного моменту, що виникає на копусі ємкості та частоти обертання можна визначити потужність двигуна.
Признання Вільямя Фруда як інженера-новатора настало уже за його життя. Історичним наслідком піонерських робіт батька і сина Фрудів стала перевага Великої Британії як морської країни протягом усього Вікторіанського періоду. Написані Вільямом і Робертом Фрудами наукові статті використовуються до наших днів суднобудівниками, оскільки в них даються фундаментальні рішення основних задач дослідження моделі корабля. Фруд дав науковий підхід до розробки корпуса і гвинта, що стало суттєвим для їх удосконалення і привело у кінцевому рахунку до надійнішого і рентабельнішого судноплавства.
Картина, отримана Фрудом для носових хвиль і опублікована у його статті присвяченій вивченню хвильового опору має велике значення і для сучасних дослідників. Важливим є те, що Фруд уже тоді добре розумів значення спостережень за хвилеутворенням, яким впритул почали займатись у Японії майже через сто років після Фруда. Картина утворення хвиль, подана Фрудом, схоплює характеристики суднових хвиль так точно, ніби це сучасний рівень досліджень, що є свідченням таланту Фруда як експериментатора.
У 1876 році Фруд був відзначений Лондонським королівським товариством нагородою Королівська медаль за теоретичні та практичні дослідження остійності, хитавиці, опору рухові і приводу суден.

## Наукові публікації Вільяма Фруда
- Froude W. Supplementary note by Mr. Froude to his remarks on Professor Rankinc's paper. Trans. INA. Vol. 6, London, 1865.
- Froude W. Remarks on the mechanical principles of the action of propellers. Trans INA, Vol. 6, London, 1865.
- Froude W. Appearent negative slip in screw propellers. Trans. INA. Vol/ 8, London, 1867.
- Froude W. On some difficulties in the received view of fluid friction. / British Assotiation, London, 1869.
- Froude W. Experiments on the Surface-friction Experienced by a Plane Moving Through Water / British Association for the Advancement of Science Report, 42nd Meeting, 1872.
- Froude W. On Experiments with H.M.S. Greyhound, " / Transactions of the Institution of Naval Architects, 16 (1874), P.36-73.
- Froude W. Experiments for the determination of the frictional resistance of water. Report ti the Admiralty, London, 1874.
- Froude W. On useful displasment as limited by weight of structure and propulsive power. Trans. INA. Vol. 15, London, 1874.
- Froude W. The fundamentsl principles which govern the behaviour of fluid, wich special reference to the resistance of ship. / British Association, Londin, 1875.
- Froude W. Experiment upon the effect produced on the wave-making resistance of ships by length of parallel middle body. trans. INA, Vol. 18, London, 1877.
- Froude W. Remarks on: A. Holt. The progress of stream shipping. Trans. ICE. Vol. 24, London, 1883.
- Froude W. On the elementary relation between pitch, slip and propulsive efficiency. Trans. INA. Vol. 19, London, 1878.
- Froude W. A description of a method of investigation of screw propeller efficiency. Trans INA. Vol. 24, London, 1883.